# Софокл
Софо́кл (дав.-гр. Σοφόκλης, близько 496—406 до н. е.) — давньогрецький трагік, драматург, один із трьох найвизначніших трагічних поетів класичної Греції, який займає за часом життя і характером творчості місце між Есхілом та Еврипідом.

## Біографія

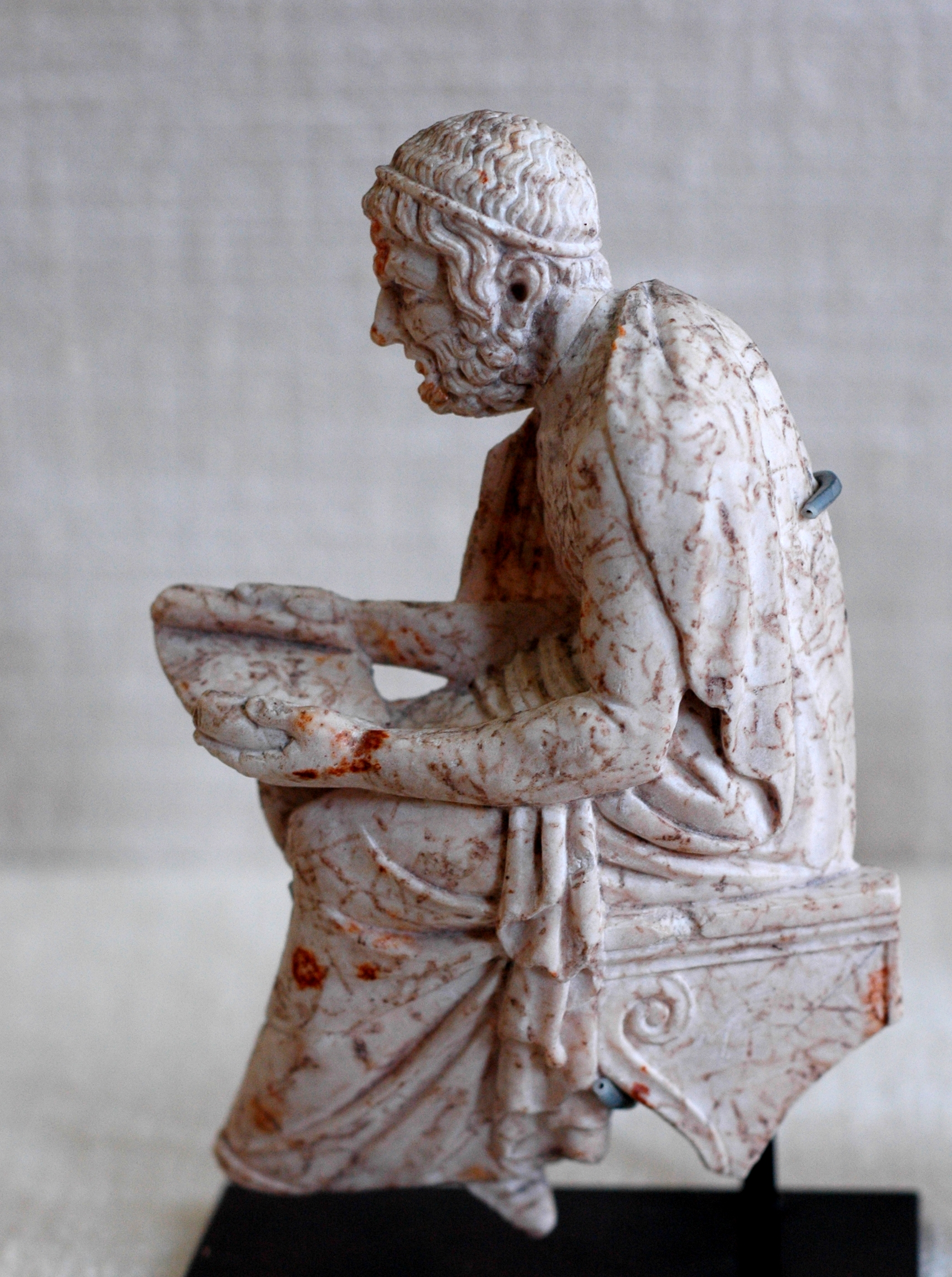
Мармуровий рельєф поета, можливо Софокла

Софокл народився в селищі Колонос, що існувало на відстані приблизно за 2,5 км на північ від Афінського акрополя. Різні джерела вказують на 488, 495 та 496 р. до н. е. Його батько Софілл був заможною людиною, власником зброярні. Майбутній поет отримав добру освіту, навчався музиці у Лампра, а крім того, здобував відзнаки на атлетичних змаганнях. Змолоду Софокл відрізнявся надзвичайною красою, імовірно, тому йому доручили очолити хор юнаків, що співали вдячні гімни богам після перемоги над персами при Саламіні (480 до н. е.).
Коли Софоклу було 16 років, він співав в хорі гімни на честь перемоги греків при Саламіні. Тому в біографіях трьох еллінських трагіків є таке красиве місце: Есхіл при Саламіні бився, Софокл Саламін прославляв, Евріпід якраз у той час народився. Отже, дитинство й юність Софокла прийшли на той час коли все було сповнене враженнями від блискучої перемоги на період найвищого розквіту Афінської демократії.
27-річним Софокл переміг Есхіла на Великих Діонісіях, після чого той залишив Афіни, і відбув до Сицилії. А у 441р до н.е — сам був переможений Евріпідом. Дванадцятьма роками раніше(468 до н. е.) Софокл уперше взяв участь у театральних святах і здобув перший приз, перевершивши свого великого попередника Есхіла. Змагання двох настільки визначних поетів викликало в публіці живе зацікавлення, з цього моменту і до самої смерті Софокл залишався найпопулярнішим з афінських драматургів: більше 20 разів він ставав в змаганні першим, багато разів другим і ніколи не посідав третього місця (учасників було завжди троє). Не було йому рівних і за обсягом написаного: вважається, що Софоклу належало 123 драми. Софокл мав успіх не тільки як драматург, а був взагалі популярною особою в Стародавніх Афінах.
Софокл, як і всі афіняни в V ст. до н. е., активно брав участь у суспільному житті. Замолоду був прибічником Кімона, який очолював угруповання землевласників, а пізніше долучився до Перікла і до кінця життя залишався прибічником періклової демократії. Існують припущення, що він був членом колегії, яка відігравала важливу роль, скарбників Афінського союзу в 443—442 до н. е., і цілком певно відомо, що Софокл був обраний одним з десяти стратегів, які командували каральною експедицією проти Самоса в 440 до н. е. Ймовірно, ще двічі Софокла обирали стратегом. Уже в досить літньому віці, коли Афіни проходили через епоху поразки і розпачу, Софокла обрали одним із десяти «пробулів» (у перекладі з грецької — «радник»), котрим були довірені доля Афін після катастрофи, що спіткала експедицію на Сицилію (413 до н. е.). Таким чином, успіхи Софокла на державному поприщі не поступаються його поетичним досягненням, що цілком характерно як для Афін V століття, так і для самого Софокла.
Софокл прославився не тільки відданістю Афінам, а й благочестям. Повідомляють, що він заснував святилище Геракла і був жерцем одного з другорядних божеств-цілителів, Халона або Алкона, зв'язаного з культом Асклепія, і що він приймав у власному будинку бога Асклепія доти, доки не був завершений його храм в Афінах. (Культ Асклепія утверджується в Афінах у 420 до н. е.; божеством, якого приймав у себе Софокл, майже напевно був священний змій.) Після смерті Софокл був обожнений під ім'ям «героя Дексіона» (це ім'я, породжене коренем «декс-», гр. «приймати», можливо, нагадує про те, як він «приймав» Асклепія).
Широко відомий анекдот про те, як Софокла викликав до суду його син Іофон, який бажав довести, що старий батько вже не в змозі керувати майном родини. Тоді Софокл переконав суддів у своїй розумовій повноцінності, продекламувавши оду на честь Афін з «Едіпа у Колоні». Ця історія, безумовно, вигадана, оскільки повідомлення сучасників підтверджують, що останні роки Софокла минулися настільки ж безтурботно, як і початок його життя, і він до кінця зберіг найкращі стосунки з Іофоном. 
За 60 років літературної діяльності Софокл написав близько 123 п′єс, які користувалися великим успіхом, недаремно як зазначалося він 24 рази був переможцем на змаганнях трагіків. До нашого часу збереглося лише 7 повних трагедій: «Аякс», «Едіп-тиран», «Електра», «Філоктет», «Едіп у Колонії».
Софокл довершив розпочате Есхілом перетворення трагедії з ліричної кантати на власне драму. Герої його трагедії діють здебільшого самостійно і самі визначають свою поведінку щодо інших персонажів. Він рідко зображає на сцені богів.
Загалом можна погодитися як із думкою Аристотеля, який назвав трагедії Софокла найдосконалішим типом античної трагедії, так із думкою Гете — «ніхто так досконало не знав сцени і свого мистецтва, як Софокл». Елліни називали Софокла «Фідієм літератури», і вищої оцінки тоді не могло бути. В останні роки життя Софокл став свідком Пелопоннеської війни, він помер за два роки до її закінчення, коли значна частина Аттики була захоплена спартанцями.
Останнє, що відомо про Софокла, — це його вчинок при одержанні звістки про смерть Еврипіда (навесні 406 до н. е.). Тоді Софокл одягнув учасників хору у жалобне і вивів їх на «проагон» (свого роду генеральна репетиція перед змаганням трагіків) без святкових вінків. У січні 405 до н. е., коли була поставлена комедія Аристофана «Жаби», Софокла вже не було в живих. Розповідають, що Софокл читав публічно свою нову трагедію. Закінчивши читати, з хвилюванням чекав, що скажуть слухачі, думки яких розійшлися. Коли дізнався, що більшості твір сподобався, помер від радості.
Сучасники вбачали в його житті суцільну низку успіхів. «Блаженний Софокл, — викликує комедіограф Фрініх у „Музах“, поставлених у січні 405 до н. е.). Софокл помер, проживши довге життя, він був щасливий, розумний, склав безліч прекрасних трагедій і помер благополучно, не зазнавши ніяких лих».

## Творчість

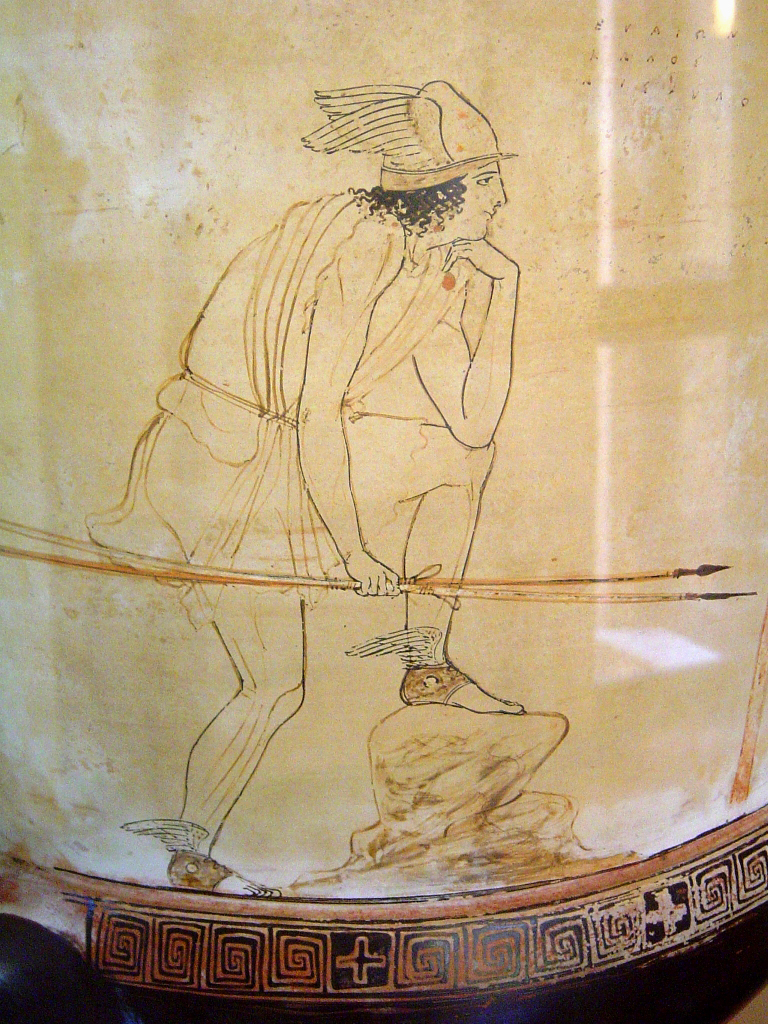
Зображення грецького актора Евайона в постановці «Андромеди» Софокла. Кілікс-кратер із вазописом по білому тлі, Вазописець фіал, близько 430 до н. е.

Збереглося сім трагедій Софокла, що відносяться до пізнього періоду його творчості. На підставі античних джерел встановлені дати постановок трагедій.
- «Філоктет» (409 до н. е.),
- «Едіп у Колоні» (посмертна постановка 401 до н. е.),
- «Антігона» (за рік чи два до 440 до н. е.),
- «Цар Едіп» (зазвичай відносять до 429 до н. е., оскільки згадування про мор може бути зв'язане з аналогічним нещастям в Афінах),
- «Аякс» (за стилістичними ознаками відносять до більш раннього періоду, ніж «Антигона»),
- «Трахінянки» (до 431 до н. е.)
- «Електра» (бл. 431 до н. е.).

Таким чином, сім уцілілих п'єс можна розташувати приблизно в такому порядку: «Аякс», «Антігона», «Троянки», «Цар Едіп», «Електра», «Філоктет», «Едіп у Колоні». Відомо, що Софокл одержав перший приз за «Філоктета» і другий — за «Царя Едіпа». Імовірно, гідною першого місця була визнана «Антігона», оскільки відомо, що саме завдяки цій трагедії Софокл був обраний стратегом у 440 до н. е.
Однією з найкращих трагедій Софокла є «Антігона» (441 р. до н. е.), сюжет якої драматург взяв з фіванського циклу міфів. Головна героїня, донька Едіпа Антігона порушила наказ володаря Фів Креонта не ховати, а залишити на поталу хижакам тіло загиблого в бою з Етеоклом зрадника Фів Полініка (Етеокл і Полінік були рідними братами Антігони). Як громадянка Фів, Антігона повинна слухатися наказу, а як сестра — зобов'язана поховати єдинокровного брата, що вона й зробила. За це Креонт наказав замурувати її в печері. Антігона вкоротила собі віку, а через горе пронизав себе ножем і її наречений, син Креонта Гемон, слідом за ним пішла з життя вбита горем мати, дружина Креонта Еврідіка. Креонт морально зламався, визнав своє безсилля перед волею богів і долею, заявивши, що він «ніхто». Про інші трагедії відомостей немає, відомо лише, що всі вони були визнані гідними або першого, або другого місця. Крім того, 1912 року був опублікований папірус, що зберіг понад 300 повних рядків із сатиричної драми «Слідопити».

### Трагедії
До нас дійшло сім трагедій Софокла, з яких за змістом три належать фіванського циклу: «Едіп», «Едіп в Колоні» та «Антігона»; одна до циклу про Геракла — «Деяніра», і три до троянського: «Еант», найбільш рання з трагедій Софокла, «Електра» і «Філоктет». Крім того, у різних письменників збереглося близько 1000 фрагментів. Крім трагедій, Софоклу приписували також елегії, пеани і прозові міркування про хор.
В основу «Трахінянок» лягла оповідь про Деяніру. Страждання люблячої жінки в очікуванні чоловіка, муки ревнощів і безвихідна скорбота Деяніри при звістці про страждання отруєного Геракла становлять головний зміст «Трахінянок».
У трагедії «Філоктет», що була вперше поставлена на сцені у 409 р. до н. е., поет з дивовижним мистецтвом розвиває трагічне становище, створене зіткненням трьох різних характерів: Філоктета, Одісея та Неоптолема. Дія трагедії відбувається у десятий рік Троянської війни, а місцем дії служить острів Лемнос, де греки ще на шляху під Трою покинули фесалійського вождя Філоктета після того, як на Хрисі його вкусила отруйна змія, а рана від укусу, поширюючи сморід, зробила його нездатним до участі у військовій справі. Його покинули за порадою Одіссея. Самотній, забутий усіма, Філоктет нестерпно страждає від рани, здобуває собі жалюгідну їжу полюванням: він майстерно володіє луком і стрілами Геракла. Однак, за словами оракула, Троя може бути взята греками не інакше, як за допомогою цього чудесного лука. Лише тоді греки згадують про страждальця, а Одіссей бере на себе обов'язок доправити Філоктета під Трою або принаймні заволодіти його зброєю. Але він знає, що Філоктет ненавидить його, як свого найлютішого ворога, що йому самому ніколи не вдасться схилити Філоктета до примирення з греками або силою оволодіти їм, що потрібно буде діяти хитрістю і обманом, і знаряддям свого задуму він обирає юнака Неоптолема, який не брав участь в образі, до того ж сина Ахілла, улюбленця Філоктета. Грецьке судно вже пристало до Лемносу, і греки висадилися на берег. Перед глядачем відкривається печера, убоге житло славного героя, потім і сам герой, змучений хворобою, самотністю і стражданнями: його постіль — листя дерев на голій землі, тут же дерев'яний глечик для пиття, кресало та заплямований кров'ю і гноєм одяг. Шляхетний юнак і хор сподвижників Ахілла глибоко зворушені виглядом нещасного. Але Неоптолем зв'язав себе словом, даним Одіссею, оволодіти Філоктетом за допомогою брехні і обману, і він виконає свою обіцянку. Але якщо жалюгідний вигляд страждальця викликає співчуття в юнакові, то повна довіра, любов і ласка, з якими ставиться до нього старий Філоктет з першого моменту і віддає йому себе в руки, чекаючи кінця своїм мукам, валять Неоптолема у важку боротьбу із самим собою. Але в той же час Філоктет непохитний: він не може пробачити грекам образи, якої вони йому завдали; він ні за що не піде під Трою, не допоможе грекам переможно закінчити війну, він повернеться додому, і Неоптолем відвезе його на рідну дорогу землю. Тільки думка про батьківщину давала йому сили нести тягар життя. Природа Неоптолема обурюється проти обманних підступних дій, і тільки особисте втручання Одіссея робить його володарем зброї Філоктета: довірою старця користується юнак для того, щоб занепастити його. Нарешті, все міркування про необхідність для слави греків добути зброю Геракла, про те, що він зв'язав себе обіцянкою перед Одіссеєм, про те, що не Філоктет, а він, Неоптолем, буде з цього часу ворогом греків, поступаються в юнакові голосу його совісті, обуренню проти обману і насильства. Він повертає лук, набуває знову довіру і готовий супроводжувати Філоктета на батьківщину. Тільки поява Геракла на сцені (deus ex machina) і його нагадування, що Зевс і Доля велять Філоктетові йти під Трою і допомогти грекам довершити розпочату боротьбу, схиляють героя і разом з ним Неоптолема слідувати за греками. Головна дійова особа трагедії — Неоптолем. Якщо Антигона на вимогу своєї совісті вважає для себе обов'язковим порушити волю царя, то за тим самим спонуканням Неоптолем йде далі: він порушує дану обіцянку і відмовляється діяти в інтересах грецького війська. Ні в одній зі своїх трагедій поет не виступав з такою силою за право людини узгодити свою поведінку з поняттям вищої правди, хоча б воно суперечило самим найхитрішим мудруванням (грец. άλλ? Εί δικαια τών σοφών κρείσσω τάδε). Важливо, що співчуття поета і глядачів до великодушного і правдивого юнака незаперечне, тоді як підступний і ласий до грошей Одісей змальовується у найнепривабливішому вигляді. Правило про те що «мета виправдовує засоби» отримує рішуче засудження у цій трагедії.
В «Аяксі» зав'язка драми в тому, що суперечка між Еантом (Аяксом) і Одісеєм через озброєння Ахілла вирішено ахейцями на користь останнього. Він поклявся помститися насамперед Одісею і Атридам, але Афіна, заступниця ахейців, позбавляє його розуму, і він в нестямі приймає домашніх тварин за своїх ворогів і б'є їх. Розум пізніше повертається до Еанта, і герой відчуває себе тяжко зганьбленим. З цього моменту починається трагедія, закінчуючись самогубством героя, якому передує знаменитий монолог Еанта, прощання його з життям і його радостями. Між Атридами і єдинокровним братом Еанта Тевкром починається суперечки. Чи ховати рештки померлого, або кинути їх псам, суперечка, що вирішується на користь поховання.

### Драматургічна майстерність
Найзначнішим нововведенням Софокла в жанрі трагедії вважається скорочення масштабів драми за рахунок відмови від форми трилогії. Наскільки відомо, три трагедії, що Софокл представляв на щорічному змаганні, завжди були трьома самостійними творами, без будь-яких сюжетних зв'язків між ними. Трагедії Есхіла (за винятком трилогії, у котру входили «Перси») незмінно поєднувалися в трилогію в буквальному значенні цього слова — у драматичний твір у трьох частинах, зв'язаних спільним сюжетом, спільними персонажами і мотивами. Основну увагу привертала людина, її характер, рішення, вчинки. Нова техніка робила не другорядною божественну волю, яка у Есхіла втручається в дію, долаючи людські мотиви героїв, і особливо підкреслювала важливість людської волі. Софокл збільшив хор з дванадцяти до п'ятнадцяти чоловік, але хор відігравав другорядну роль і його пісні значно скоротились. Найбільше Софокла прославило інше технічне нововведення: поява третього актора (за деякими даними, перед 458 до н. е.). Арістотель свідчить, що Софокл впровадив театральний декоративний живопис «сценографію».

### Світогляд
Те, що увага драматурга зосереджена на вчинках людей, а божественна воля відсувається на задній план, тобто вона, як правило, виявляється в п'єсі як пророцтво, а не першопричина або безпосереднє втручання в дію, наводить на думку, що автор дотримувався «гуманістичних» поглядів. Проте відомі нам подробиці його життя вказують на глибоку релігійність, і трагедії це підтверджують. У багатьох з них перед нами з'являється людина, що зіштовхується в ході пережитого нею кризи із загадкою світобудови, і загадка ця, осоромлюючи всі людські хитрування і проникливість, неминуче призводить до поразки, страждання і смерті. Типовий герой Софокла цілком покладається на початку трагедії на своє знання, а завершується усе визнанням повного невігластва або ж сумніву. Людське незнання — постійна тема Софокла. Своє класичне і найбільш страхітливе вираження вона знаходить у «Царі Едіпі», однак є присутньою і в інших п'єсах, навіть героїчний ентузіазм «Антігони» виявляється в її заключному монолозі отруєним сумнівом. Людському незнанню і стражданню протистоїть таємниця божества, яке володіє всією повнотою знання (його пророцтва незмінно збуваються). Це божество виявляє собою якийсь незбагненний для людського розуму образ досконалого порядку і, можливо, навіть справедливості. Прихований мотив трагедій Софокла — смиренність перед незбагненними силами, що направляють долю людини у всій своїй прихованості, величі і загадковості.
При такій світобудові людська воля до дії повинна була б ослабнути, якщо не зовсім зникнути, однак героїв Софокла відрізняє саме вперта спрямованість на дію або ж на пізнання, для них характерне вперте ствердження своєї незалежності. Так, цар Едіп наполегливо і непохитно шукає правду про самого себе, попри те, що за істину йому доведеться заплатити своєю репутацією, владою і, нарешті, зором. Аякс, зрештою усвідомивши ненадійність людського існування, відмовляється від нього і безстрашно кидається на меч. Жоден драматург не був здатний так героїзувати міць людського духу. Хистка рівновага між усевідаючим промислом богів і героїчним натиском людської волі стає джерелом драматичної напруги, завдяки якій п'єси Софокла, як і раніше, повні життя, причому не тільки при читанні, але й на театральній сцені.

### Сюжети трагедій

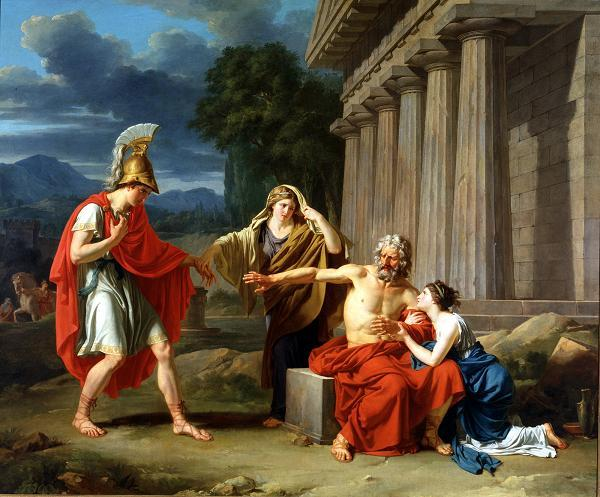
Едіп у Колоні, Жан-Антуан-Теодор Жіруст (1788), Художній музей Далласу

Чи не в усіх трагедіях, що дійшли до нас, увагу глядачів приковує до себе не низка положень або зовнішніх подій, а послідовність душевних станів, пережитих героями під впливом відносин, відразу ясно і остаточно поставлених у трагедії. Змістом «Едіпа» служить один момент із внутрішнього життя героя: виявлення злочинів, зроблених ним, до початку трагедії.
У «Антигоні» дія трагедії починається з того моменту, як царську заборону ховати Полініка оголошено фіванцям через глашатая, і Антігона безповоротно вирішила цю заборону порушити. В обох трагедіях глядач стежить за розвитком мотивів, намічених на самому початку драми, і зовнішня розв'язка тієї чи іншої драми могла бути легко передбачена глядачем. Будь-яких несподіванок, заплутаних ускладнень автор у трагедію не вводить. Але при цьому Софокл дає нам не абстрактні втілення тієї чи іншої пристрасті або схильності; герої його — живі люди із слабкостями, притаманними людській природі, зі знайомими кожному почуттями, звідси неминучі хвилювання, помилки, злочини тощо. Персонажі, що беруть участь у дії, наділені індивідуальними рисами.
У «Еанті» (Аяксі) душевний стан героя визначено подією, що передує дії трагедії, і те, що складає її зміст, це — резолюція Еанта на самогубство, коли він відчув усю ганьбу діяння, які він вчинив у стані божевілля.
Особливо яскравим зразком манери поета служить « Електра». Вбивство матері визначене Аполлоном, і виконавець його повинен з'явитися в особі Ореста, сина злочинниці Клітемнестри; але героїнею трагедії обрано Електру, вона приходить до рішення, згідно з божеською волею, незалежно від оракула, глибоко ображена поведінкою матері. Те ж саме ми бачимо в «Філоктеті» і «Трахинянках». Вибір подібних сюжетів і подібна розробка основних тем скорочували роль надприродних факторів, божеств чи долі: для них залишається мало місця; з легендарних героїв майже знімається друк надлюдського, яка відрізняла їх у раніших переказах. Як Сократ звів філософію з неба на землю, так трагіки раніше його звели напівбогів з їх п'єдесталів, а богів усунули від безпосереднього втручання в людські стосунки, залишивши за ними роль верховних керівників доль людини.
Катастрофа, що осягає героя, досить підготовлена його особистими якостями залежно від навколишніх умов, але, коли катастрофа вибухнула, глядачеві дається зрозуміти, що вона згодна з волею богів, з вимогами вищої правди, з божеським визначенням, і пішла у науку смертним за провину самого героя, як в «Еанте», або його предків, як в «Едіпа» або «Антигоні». Разом з віддаленням від людської суєти, від людських пристрастей і зіткнень, божества стають більш спірітуалістичними, а людина більш вільною у своїх рішеннях і вчинках і відповідальнішою за них. З іншого боку, вирок про винність людини ставиться в залежність від його мотивів, від ступеня його свідомості і навмисності. В самому собі, у власній свідомості і совісті герой носить або осуд, або виправдання для себе, і вимога совісті збігається з вироком богів, хоча б воно виявлялося в явному протиріччі і з позитивним законом, і з споконвічними віруваннями. Едіп — син злочинного батька, і він змушений терпіти кару за провину батьків; і вбивство батька, і кровозмішування з матір'ю встановлені божеством і передбачені йому оракулом. Але він особисто, за своїми власними якостями, не заслуговує настільки тяжкої долі; злочини здійснені ним в невіданні, і до того ж викуплені приниженнями і душевними випробуваннями. І цей самий Едіп здобуває собі милість від богів, він отримує не лише повне прощення, а й славу праведника, удостоєного долучитися до сонму богів.
До того ж роду, що заплямований злочинами, належить Антігона; вона порушує царську волю і за те засуджена на страту. Але вона порушила закон з чистого спонукання, бажаючи полегшити долю померлого брата, і без того нещасного, і переконана в тому, що її рішення буде завгодно богам, що воно узгоджується з їх законами, що існують від віку й більш обов'язковими для людей, ніж будь-які закони, вигадані людьми. Антігона гине, але як жертва помилки Креонта, менш чуйного до вимоги людської природи. Вона, залишає по собі пам'ять гідної жінки, її великодушність, правота її оцінені після смерті усіма громадянами Фівів, засвідчені на власні очі богами і каяттям самого Креонта. В очах не одних греків смерть Антігони варта того життя, на яке приречена сестра її Ісмена, яка ухилитися від участі у виконанні боргу, що лежить на ній, зі страху смерті. І ще в більшій мірі смерть Антігони варта того життя, яке засуджено Креонта, котрий не знаходить собі підтримки та виправдання ні в оточуючих, ні у власній совісті, який зі своєї вини втратив всіх близьких йому і дорогих, під тягарем прокляття коханої дружини, яка ж загинула через нього. Так скористався Софокл іменами і положеннями, створеними задовго до нього в іншому настрої, для інших цілей народної фантазією і поетами. У розповіді про гучні подвиги героїв, що діяли на уяву багатьох поколінь, про чудесні пригоди з напівбогами, він вдихнув нове життя, зрозумілу його сучасникам і наступним поколінням, силою своєї спостережливості та художнього генія викликав до діяльного прояву найглибші душевні емоції і викликав у своїх сучасників нові думки і питання.
Як новизною і сміливістю питань, що піднімаються автором, так ще більше схильністю афінян до діалектики, пояснюється загальна особливість софоклових трагедій в порівнянні з новою драмою, а саме: основна тема трагедії розвивається в словесному змаганні між двома противниками, причому кожна сторона доводить свої положення до його крайніх наслідків, відстоюючи своє право; завдяки цьому, поки змагання триває, читач отримує враження лише відносної справедливості або помилковості того та іншого становища; зазвичай сторони конфлікту розходяться, з'ясувати подробиці спірного питання, але не пропонуючи сторонньому глядачу готового висновку. Висновок глядач або читач має витягнути з драми самостійно. Ось чому в новій філологічній літератури існують численні і суперечливі спроби відповісти на питання: як дивиться на предмет суперечки сам поет, яку зі сторін він підтримує і визнає за нею правду. Чи правий Креонт, що забороняє ховати рештки Полініка, або чи права Антігона, яка всупереч царській забороні здійснює обряд поховання тіла брата? Чи винен, або чи не винен Едіп у вчинених ним злочинах, і отже чи є справдливим те лихо, яке він переживатиме тощо? Однак, герої Софокла не лише змагаються, вони переживають на сцені важкі душевні муки від лих, що їх спіткали, і лише знаходять собі полегшення від страждань в усвідомлені того що правда на їх боці, або того, що їх злочин скоєно через незнання або зумовлений богами. Сцени, сповнені глибокого пафосу, є в усіх уцілілих трагедіях Софокла, і немає в цих сценах ні пихатості, ні риторики. Такими є плачі Деяніри, Антігони, Еанта перед смертю, Філоктета, що обманом потрапив у руки найлютіших ворогів, Едіпа, який переконавшись у тому, що він сам — той негідник, який накликав гнів богів на землю Фів. Цим поєднанням високого героїзму, за рахунок якого герої за необхідності захищають правду або здійснюють подвиг, і ніжного співчуття до лиха, яке трапилося з героями, коли борг вже повернули або фатальна помилка непоправна, Софокл досягає високого ефекту, розкриваючи у своїх образах риси, які споріднюють його персонажів зі звичайними людьми і викликають до них більше співчуття.

## Етика

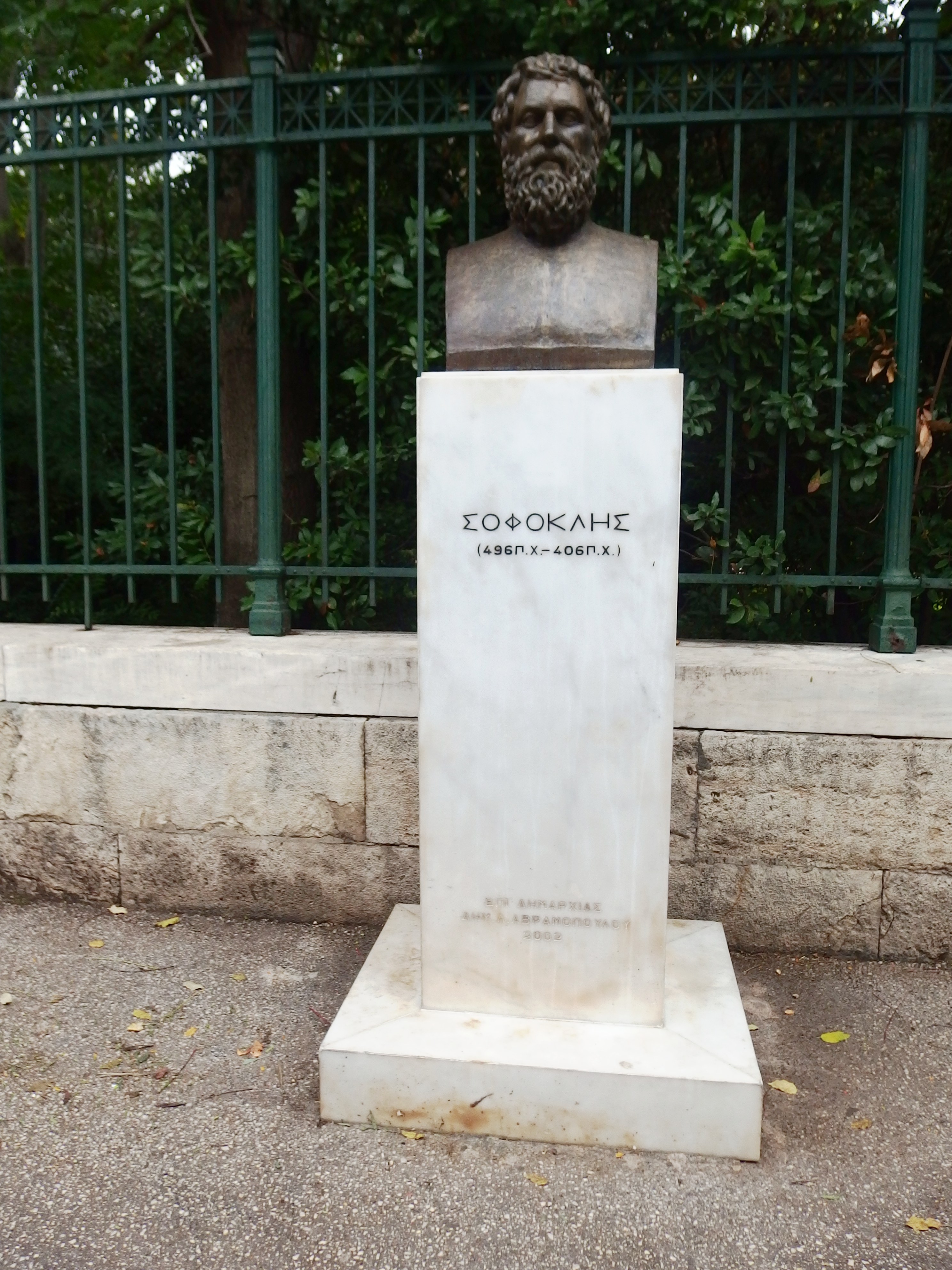
Бюст Софокла біля Національного саду

Що стосується релігійно-етичних поглядів, що проводяться в трагедіях Софокла, то вони мало відрізняються від Есхілових; переважна особливість їх — спіритуалізм, у порівнянні з тими уявленнями про богів, які були успадковані від творців грецької теології і теогонії, від найдавніших поетів. Зевс — всевидюче, всесильне божество, верховний владика світу, організатор і розпорядник. Доля не підноситься над Зевсом, швидше вона тотожна з його визначеннями. Майбутнє в руках одного Зевса, але людині не дано осягати божественні рішення. Доконаний факт служить показником божественного дозволу.
Людина — істота слабка, зобов'язана покірно переносити лиха, що посилаються богами. Безсилля людини зважаючи на непроникність намірів божеств, зумовлено тим повніше, що вислови оракулів та віщунів бувають часто двозначні, темні, іноді помилкові і брехливі, і крім того, людина схильна до омани. Божество Софокла набагато більше мстиве і більше карає, ніж охороняє чи рятує.
Боги наділяють людину розумом від народження, але вони ж попускають її гріхи або злочини, іноді посилають затьмарення розуму на того, кого вирішили покарати, але від цього міра покарання винного і його нащадків не пом'якшується. Хоча такі відносини богів до людини домінують, але є випадки, коли боги виявляють своє милосердя до мимовільних страждальців: на цьому поданні побудована вся трагедія «Едіп біля Колона»; також Орест, вбивця матері, знаходить захист в Афіни і Зевса від помсти Ериній. Намір Деяніри, коли вона посилала святкове вбрання коханому чоловікові, хор називає чесним і похвальним, і Гілл виправдовує матір перед Гераклом. Встановлюється різниця між вільним і невільним гріхом, беруться до уваги спонукання винного. Цим способом, нерідко в певних виразах, відзначена невідповідність мстивості богів, що поширюється на весь рід винного, якщо страждалець за своїми особистими якостями не схильний до злочину. Ось чому Зевс іноді називається жалісливим, той що вирішує сум, огидний до нещасть, рятівним, як й інші божества.
Спірітуалістичне божество набагато більш, ніж в Есхіла, віддалене від людини; його схильності, наміри і цілі отримують набагато більший простір. Зазвичай герої Софокла наділені такими особистими властивостями і поставлені в такі умови, що кожен їх крок, кожен момент драми досить вмотивований доволі природними обставинами. Все, що трапляється з героями зображується Софоклом як ряд явищ, що знаходяться в причинному зв'язку між собою або принаймні у можливій, цілком імовірною послідовності і формують свого роду закони.
Трагедія у Софокла має більш світський характер, ніж у Есхіла, як можна судити з обробки одного і того ж сюжету у двох поетів: «Електрі» Софокла відповідають Есхілові «Дівчата, що несуть напої» («Хоефори»), а трагедія «Філоктет» була з тим же ім'ям і в Есхіла; ця остання не дійшла до нас, але ми маємо порівняльну оцінку двох трагедій у Діона Хрисостома, який надає перевагу Софоклу перед Есхілом. Не син, як у Есхіла, а дочка — головна дійова особа у софокловій «Електрі». Вона — постійний свідок наруги порочною матір'ю над рідним домом славного Агамемнона. Елекра сама невпинно піддається образам від матері і її незаконного співмешканця і співучасника у злочині, вона для самої себе чекає насильницької смерті від рук, заплямованих кров'ю великого батька. Усіх цих мотивів разом з любов'ю і благоговінням до вбитого батька достатньо для того, щоб Електра прийняла тверде рішення помститися винним; із втручанням божества нічого не змінюється і не додається для внутрішнього розвитку драми. Клітемнестра у Есхіла — справедливо караюча Агамемнона за Іфігенію, у Софокла хтива, нахабна жінка, жорстока до нещадності до рідних дітей, готова насильством звільнитися від них. Вона щохвилини ображає дорогу пам'ять батька Електри, зводить її на положення рабині в батьківському домі, паплюжить її за порятунок Ореста; вона молиться Аполлону про загибель сина, відкрито торжествує при звістці про його загибель, і лише чекає Егісфа, щоб покінчити з ненависною дочкою, яка бентежить її совість. Релігійний елемент драми значно ослаблений; міфологічна або легендарна фабула отримувала значення лише вихідного пункту або тих меж, в яких відбувалася зовнішня подія; дані особистого досвіду, порівняно багатий запас спостережень над людською природою збагатили трагедію психічними мотивами і зблизили її зі справжнім життям. Згідно з усім цим скоротилася роль хору, виразника загальних суджень про хід драматичного події в сенсі релігії і загальноприйнятої моралі; він більш органічно, ніж в Есхіла, входить в коло виконавців трагедії, перетворюючись наче на четвертого актора.